# Yemassee
Yemassee ist ein Ort im Bundesstaat South Carolina in den Vereinigten Staaten von Amerika und liegt in den Countys Beaufort und Hampton, unweit der Grenzen zu den Countys Colleton und Jasper. Die Teilung auf die Countygebiete erfolgt durch die Eisenbahnlinie, die der Countygrenze folgt. Das U.S. Census Bureau hat bei der Volkszählung 2020 eine Einwohnerzahl von 1.080 ermittelt.

## Geschichte und Wirtschaft
Der Name des Ortes erinnert an einen Stamm amerikanischer Ureinwohnern, der Yamasee, die bis zum Yamasee-Krieg im Jahre 1715 einer der wichtigsten Verbündeten der Kolonie South Carolina waren. Der erste Angriff des Krieges fand in Pocotaligo statt, heute ein Teil Yemassees.
William Gilmore Simms veröffentlichte im 19. Jahrhundert einen Roman namens The Yemassee: A Romance of Carolina und die University of South Carolina in Columbia veröffentlicht ein literarisches Journal, das ebenfalls nach dem Ort benannt ist.
Der heutige Ort wird von historischen Schlachtfeldern sowohl aus dem Amerikanischen Unabhängigkeitskrieg als auch dem Sezessionskrieg umgeben. Überreste der Fortanlagen aus dem Sezessionskrieg können entlang der U.S. Route 21 und 17a besichtigt werden.
Eine der wenigen gewerblichen Zuchtstationen für Primaten in den Vereinigten Staaten befindet sich in Yemassee. Außerdem befindet sich das von Frank Lloyd Wright erbaute „Auld Brass Plantation House“ knapp außerhalb der Gemarkung des Ortes.

## Geographie
Nach dem United States Census Bureau umfasst das Stadtgebiet eine Fläche 11,6 km².

## Verkehr
Durch Yemassee führen von Südwesten nach Nordosten überlappend U.S. Highway 17 und U.S. Highway 25. Sie kreuzen in der Stadt den South Carolina Highway 68 an dessen östlichem Ende.
In Yemassee zweigt von der früheren Atlantic-Coast-Line-Railroad-Bahnstrecke von Charleston nach Savannah die Strecke der ehemaligen Charleston and Western Carolina Railway (CWC) nach Augusta ab. Beide Strecken werden heute von der CSX Transportation betrieben. Nach Südosten führte eine Bahnstrecke der CWC nach Port Royal. Diese wurde vor der Stilllegung von der Port Royal Railroad betrieben.
Im Yemassee befindet sich ein Haltepunkt der Amtrak-Züge Palmetto und Silver Meteor (New York–Savannah/Jacksonville).

## Demographie
Nach der Volkszählung im Jahr 2000 lebten hier 807 Menschen in 323 Haushalten und 208 Familien. Die Bevölkerungsdichte beträgt 69,4 Einwohner pro km². Ethnisch betrachtet setzt sich die Bevölkerung zusammen aus 43,25 Prozent Weißen, 55,39 Prozent Afroamerikanern, 0,62 Prozent Asiaten, 0,74 Prozent stammen von zwei oder mehr Ethnien ab. 0,87 Prozent der Bevölkerung sind spanischer oder lateinamerikanischer Abstammung.
Von den 323 Haushalten hatten 34,1 Prozent Kinder unter 18 Jahren, die bei ihnen lebten, 35,3 Prozent davon waren verheiratete, zusammenlebende Paare, 24,8 Prozent waren allein erziehende Mütter, und 35,3 Prozent waren keine Familien. 31,6 Prozent bestanden aus Singlehaushalten, und in 17,3 Prozent lebten Menschen mit 65 Jahren oder älter. Die Durchschnittshaushaltsgröße betrug 2,46, und die durchschnittliche Familiengröße war 3,12 Personen.
31 Prozent der Bevölkerung waren unter 18 Jahre alt. 8,2 Prozent zwischen 18 und 24 Jahre, 26 Prozent zwischen 25 und 44 Jahre, 17,3 Prozent zwischen 45 und 64, und 17,5 Prozent waren 65 Jahre alt oder älter. Das Durchschnittsalter betrug 33 Jahre. Auf 100 weibliche Personen kamen 80,5 männliche Personen. Auf 100 Frauen im Alter von 18 Jahren oder darüber kamen 73 Männer.
Das jährliche Durchschnittseinkommen eines Haushalts betrug $24.868, und das jährliche Durchschnittseinkommen einer Familie betrug $31.429. Männer hatten ein durchschnittliches Einkommen von $31.944 gegenüber den Frauen mit $19.375. Das Prokopfeinkommen betrug $14.186. 22,9 Prozent der Bevölkerung, und 22,2 Prozent der Familien lebten unterhalb der Armutsgrenze. 24,7 Prozent von ihnen sind Kinder und Jugendliche unter 18 Jahre, und 20,3 Prozent sind 65 Jahre oder älter.